# Montanha Caerphilly
A Montanha Caerphilly localiza-se entre Cardiff e Caerphilly no sul do País de Gales. O monte tem 271 metros de altitude.
Desde 1957 que há um pequeno bar situado perto do cume. Em setembro de 2011 este estava sendo substituído por um edifício permanente, com piso radiante, painéis solares e sanitários.